# Montaspis gilvomaculata
Montaspis gilvomaculata is een slang die behoort tot de familie Lamprophiidae.

## Naam en indeling
De wetenschappelijke naam van de soort werd voor het eerst voorgesteld door Ortwin Bourquin in 1991. Het is de enige soort uit het monotypische geslacht Montaspis. De wetenschappelijke geslachtsnaam Montaspis  betekent vrij vertaald 'bergslang'; montis = berg en aspis = slang.

## Verspreiding en habitat
Montaspis gilvomaculata komt voor in delen van Afrika en leeft endemisch in Zuid-Afrika, mogelijk komt de slang ook voor in Lesotho. De habitat bestaat uit tropische en subtropische graslanden op enige hoogte en draslanden. De soort is aangetroffen op een hoogte van ongeveer 1800 tot 3000 meter boven zeeniveau.

## Beschermingsstatus
Door de internationale natuurbeschermingsorganisatie IUCN is de beschermingsstatus 'onzeker' toegewezen (Data Deficient of DD).